# تونی ریچ
تونی ریچ (انگلیسی: Tony Rich؛ زادهٔ ۱۹ نوامبر ۱۹۷۱) یک موسیقی‌دان اهل ایالات متحده آمریکا است. وی از سال ۱۹۹۳ میلادی تاکنون مشغول فعالیت بوده‌است.